# Зимске олимпијске игре 2022.
Зимске олимпијске игре 2022. (енгл. XXIV Olympic Winter Games; фр. Les XXIVes Jeux olympiques d'hiver; кин: 第二十四届冬季奥林匹克运动会) вишеструки је спортски догађај који се од 4. до 22. фебруара одржавао у Пекингу. Трећи пут су се заредом Олимпијске игре одржале у Азији, након Пјонгчанга 2018. и Токија 2020. С обзиром да су били домаћини Летњих олимпијских игара 2008, Пекинг је био први град који је био домаћин и летње и зимске Олимпијаде.
Дана 31. јула 2015. године, Пекинг је на гласању за домаћина победио Алмати за четири гласа.

## Избор града домаћина
Избор града домаћина објавио је МОК (Међународни олимпијски комитет) у октобру 2012. године, а рок за пријаву је одређен до 14. новембра 2013. Извршни одбор МОК-а је 7. јула 2014. прегледао понуде свих градова кандидата и одабрао три града, Осло (Норвешка), Алмати (Казахстан) и Пекинг (Кина), као коначне кандидате.
Неколико градова је повукло своје понуде током процеса, наводећи високе трошкове или недостатак локалне подршке и финансирања за одржавање Игара. Понуда за Осло, који се сматрао фаворитом, отказана је након низа открића о захтевима Међународног олимпијског комитета (МОК) за луксузним третманом чланова МОК-а, што је снажно окренуло јавно мњење и парламентарну већину против те понуде. Град је повукао своју пријаву за владино финансирање након што је већина у норвешком парламенту изјавила да намерава да одбије апликацију. У данима пре одлуке норвешки медији су открили „захтеве МОК-а за луксузним третманом” за саме чланове МОК-а, као што су посебне траке на свим путевима које ће користити само чланови МОК-а и коктел пријем у Краљевском двору са пићем. платила краљевска породица. МОК је такође „захтевао контролу над свим рекламним простором широм Осла“ који ће га користити искључиво спонзори МОК-а, нешто што није могуће у Норвешкој јер влада не поседује нити контролише „сав огласни простор широм Осла“ и нема овлашћења да да страна приватна организација искључиво коришћење града и приватне својине у њему. Неколико коментатора је истакло да су такви захтеви незапамћени у западној демократији; Слате је описао МОК као „ноторно смешну организацију коју воде преваранти и наследне аристократе“. Оле Бергет, заменик министра у Министарству финансија, рекао је да је „ароганција МОК-а била аргумент који је високо уздигнут од стране многих људи“. Највеће новине у земљи су прокоментарисале да је „Норвешка богата земља, али не желимо да трошимо новац на погрешне ствари, попут задовољавања суманутих захтева апаратчика МОК-а. Ови сулуди захтеви да их треба третирати као краља Саудијске Арабије једноставно неће летети са норвешком јавношћу.“
Пекинг је изабран за град домаћина Зимских олимпијских игара 2022. пошто је победио Алмати са четири гласа 31. јула 2015. на 128. заседању МОК-а у Куала Лумпуру у Малезији.
| Град   | Земља     | Број гласова |
| ------ | --------- | ------------ |
| Пекинг | Кина      | 44           |
| Алмати | Казахстан | 40           |

## Утицај пандемије КОВИД-19
Пандемија КОВИД-19 довела је до промена у квалификационом процесу за карлинг и женски хокеј на леду због отказивања турнира 2020. године. Квалификације за карлинг су биле засноване на пласману на Светско првенство у карлингу 2021. и на Олимпијским квалификационим догађајима који су завршили терен (уместо бодова зарађених на Светском првенству у карлингу 2020. и 2021.). ИИХФ је своје квалификације за женски турнир засновао на постојећој светској ранг листи ИИХФ, без одржавања Светског првенства за жене 2020.
МОК је 29. септембра 2021. објавио протоколе о биолошкој безбедности за Игре; сви спортисти ће морати да остану унутар биобезбедног мехура током свог учешћа, што укључује свакодневно тестирање на КОВИД-19 и дозвољено им је само да путују до и од места везаних за игре. Осим ако нису потпуно вакцинисани или имају важеће медицинско изузеће, сви спортисти ће морати да буду у карантину 21 дан по доласку. Пресликавајући протокол усвојен за Летње олимпијске игре 2020. пре него што су пребачене иза затворених врата, МОК је такође најавио да ће само становницима Народне Републике Кине бити дозвољено да присуствују Играма као гледаоци.
Дана 23. децембра 2021, Национална хокејашка лига (НХЛ) и Удружење играча Националне хокејашке лиге (НХЛПА) објавили су да су пристали да повуку учешће својих играча на мушком хокејашком турниру на Играма, наводећи забринутост због ЦОВИД-19 и потребе да надокнади утакмице које су одложене због избијања КОВИД-19. Као део свог последњег колективног уговора са НХЛПА, НХЛ се сложила да омогући паузу за Олимпијске игре и учешће играча по први пут од 2014.
Дана 17. јануара 2022. године, усред све већег затварања широм Кине и првог откривеног случаја варијанте Омикрон у Пекингу, објављено је да ће продаја карата широј јавности бити отказана и да ће ограничен број гледалаца бити пуштен само по позиву. Ово ће стога бити друга по реду Олимпијада која је затворена за ширу јавност. Уочи Игара, организатори су изјавили да су имали за циљ најмање 30% капацитета на сваком месту.
Сви присутни на Играма, укључујући спортисте, особље и учеснике, мораће да користе мобилну апликацију My2022 као део биосигурносних протокола, која се користи за подношење царинских декларација и здравствених картона за путовање на Игре, свакодневно здравствено стање -извештавање и евиденција о вакцинацији и тестирању против KОВИД-19. Апликација такође пружа вести и информације у вези са играма и функцијама за размену порука. Изражена је забринутост око безбедности апликације Ми2022 и начина на који ће се користити информације које она прикупи.
Због строгог протокола KОВИД-19, неки врхунски спортисти, који се сматрају кандидатима за медаљу, нису били у могућности да путују у Кину након што су били позитивни, иако су се осећали добро и нису имали симптоме. Морали су да пропусте Олимпијске игре. Међу случајевима су аустријска скакачица Марита Крамер, лидер на ранг листи Светског купа, и руски скелетониста Никита Трегубов, освајач сребрне медаље на Олимпијским играма 2018.

## Биланс медаља
| Позиција    | Држава                    | Злато | Сребро | Бронза | Укупно |
| ----------- | ------------------------- | ----- | ------ | ------ | ------ |
| 1           | Норвешка                  | 16    | 8      | 13     | 37     |
| 2           | Немачка                   | 12    | 10     | 5      | 27     |
| 3           | Сједињене Америчке Државе | 9     | 9      | 7      | 25     |
| 4           | Кина*                     | 9     | 4      | 2      | 15     |
| 5           | Шведска                   | 8     | 5      | 5      | 18     |
| 6           | Холандија                 | 8     | 5      | 4      | 17     |
| 7           | Аустрија                  | 7     | 7      | 4      | 18     |
| 8           | Швајцарска                | 7     | 2      | 6      | 15     |
| 9           | РОК                       | 5     | 12     | 15     | 32     |
| 10          | Француска                 | 5     | 7      | 2      | 14     |
| 11          | Канада                    | 4     | 8      | 14     | 26     |
| 12          | Јапан                     | 3     | 7      | 8      | 18     |
| 13          | Италија                   | 2     | 7      | 8      | 17     |
| 14          | Јужна Кореја              | 2     | 5      | 2      | 9      |
| 15          | Словенија                 | 2     | 3      | 2      | 7      |
| 16          | Финска                    | 2     | 2      | 4      | 8      |
| 17          | Нови Зеланд               | 2     | 1      | 0      | 3      |
| 18          | Аустралија                | 1     | 2      | 1      | 4      |
| 19          | Уједињено Краљевство      | 1     | 1      | 0      | 2      |
| 20          | Мађарска                  | 1     | 0      | 2      | 3      |
| 21          | Белгија                   | 1     | 0      | 1      | 2      |
| 21          | Словачка                  | 1     | 0      | 1      | 2      |
| 21          | Чешка                     | 1     | 0      | 1      | 2      |
| 24          | Белорусија                | 0     | 2      | 0      | 2      |
| 25          | Шпанија                   | 0     | 1      | 0      | 1      |
| 25          | Украјина                  | 0     | 1      | 0      | 1      |
| 27          | Летонија                  | 0     | 0      | 1      | 1      |
| 27          | Пољска                    | 0     | 0      | 1      | 1      |
| 27          | Естонија                  | 0     | 0      | 1      | 1      |
| Укупно (29) | Укупно (29)               | 109   | 109    | 110    | 328    |